# Raoul Charles Louis Goury des Tuileries
Pour les articles homonymes, voir Goury.
Raoul Charles Louis Goury des Tuileries, né le 29 décembre 1821 à Landerneau et mort le 24 mars 1919 à Rennes, est un général français.

## Biographie
Polytechnicien (1841), il est membre de plusieurs expéditions en Afrique de 1846 à 1849 avant d'être nommé Commandant du génie lors du siège de Rome (1849).
En 1854, promu Commandant du génie de la garde impériale, il est blessé au siège de Sébastopol. Chef de bataillon (1860), lieutenant-colonel (1868), chef d’État-major du général Jean-Baptiste Billot (1874), il devient en 1877 Général de brigade ainsi que directeur supérieur du génie des troisième et quatrième corps d'armée.
Responsable du génie du corps d'occupation en Tunisie (1882),, il est promu général de division en 1883.
Il a aussi été, par ailleurs, gouverneur de Reims en 1881.
Jules Verne le mentionne dans le chapitre III de sa nouvelle Le Siège de Rome.

## Récompenses et distinctions
- Grand officier de la Légion d'honneur (1886)
- Une rue de Landerneau porte son nom (rue du Général Goury).